# Catskill Mountains
Catskill Mountains je rozsáhlé pohoří na severu státu New York ve Spojených státech amerických. Nachází se přibližně 160 km severozápadě od města New York a 65 km jihozápadně od Albany. Pohoří zasahuje do pěti okresů: Delaware, Greene, Schoharie, Sullivan a Ulster. Nachází se zde park Catskill Park.